# Басни Эзопа
«Басни Эзопа» (др.-греч. Μυθοι Αισωπειοι) — собрание древнегреческих басен, автором которых считался Эзоп — легендарный поэт, живший предположительно в VI веке до н. э. В античную эпоху публиковались сборники разного состава и в разных редакциях.

## История текста
Эзоп, судя по сообщению Геродота, жил в VI веке до н. э. Известно, что приписываемые ему басни рассказывали афинские ораторы в V веке до н. э. (тексты этих выступлений утрачены). Примерно в 300 году до н. э. Деметрий Фалерский составил письменный сборник басен (самый ранний из сборников такого рода, упомянутых в сохранившихся источниках). Предположительно на его основе создавались все сборники последующих времён, сначала предназначенные для школьного обучения, потом вошедших в народный обиход. Ко II веку н. э. антиковеды относят формирование «основного эзоповского сборника» — большой народной книги, в которую вошла основная часть приписывавшихся Эзопу басен.
В эпоху «греческого возрождения» (II-III вв н.э.) басни оказались востребованы и в мире высокой литературы. Их используют в своих произведениях Плутарх, Дион Хризостом, Лукиан. Федр и Бабрий создали поэтические переработки эзоповых басен (на латыни и греческом соответственно), которые обрели огромную популярность.
Сохранилось множество рукописей басенных сборников, но подавляющее их большинство - не старше XIII века. Поскольку не существовало канонического текста, в итоге чуть ли не каждая из басен встречается одновременно в нескольких вариантах. Когда в XVII веке была опровергнута возможность написания оригинальных басен самим Эзопом в VI веке до н.э., возобладала точка зрения о чисто византийском их происхождении. К концу XIX - началу XX вв новые источники позволили отказаться от этой концепции. Все существующие варианты текстов были сгруппированы в три редакции, возникшие последовательно одна из другой. Наиболее вероятное время их возникновения: для старшей редакции - I в н.э., средней - V-VI вв н.э., для младшей - IX или XIV в. Если тексты старшей редакции идентифицируются с содержанием основного эзоповского сборника, то средняя возникает в результате пересказа старого текста более актуальным языком, но при этом менее литературным, также добавляются басни известных ранее авторов, уже приписанные Эзопу. Младшая редакция возникает в результате потребности византийских интеллектуалов вернуть столь важному культурному памятнику высокий литературный стиль языка.
Первым печатным изданием Эзоповых басен было миланское издание ок. 1479 г., подготовленное Боном Аккурсием на основе рукописей третьей редакции. Это была одна из первых печатных книг на греческом языке.
В латиноязычной средневековой традиции "басни Эзопа" прошли заметно большее число переработок. За основу были взяты прозаические басни на основе многократных пересказов стихотворных басен Федра, якобы переведённые с греческого оригинала Эзопа неким Ромулом (этот сборник возник в IV-V вв н.э. и получил условное название "Ромул"), а в более поздних изданиях дополнялись притчами, сказками и фаблио.